# Glen Schofield
Glen Schofield  es el gerente general y cofundador de Sledgehammer Games. Anteriormente fue vicepresidente y gerente general de EA Visceral Games y creador y productor ejecutivo del juego de terror en tercera persona Dead Space. Entrenado como artista, Schofield ha desarrollado unos 50 juegos, desde títulos infantiles hasta acción, que han recaudado más de $ 3 mil millones en ingresos. Es el CEO de StrikingDistance, un estudio filial de Krafton encargado del desarrollo de The Callisto Protocol, un videojuego de terror de supervivencia.

## Carrera
Schofield se formó en bellas artes y negocios, obteniendo un BFA del Instituto Pratt y un MBA de la Universidad Golden Gate. Su carrera comenzó como artista y director de arte con la compañía de videojuegos Absolute Entertainment de Nueva Jersey. Luego se mudó a Seattle para unirse a la floreciente industria de videojuegos de la Costa Oeste. Sus influencias profesionales incluyeron Asteroids, Moon Patrol, Gunstar Heroes, Disruptor y la serie Contra, seguido más tarde por Resident Evil, Gears of War y la franquicia a la que eventualmente contribuiría, Modern Warfare. 
Como vicepresidente de Crystal Dynamics, Schofield dirigió el desarrollo de dos de las franquicias del estudio: Gex y Legacy of Kain. Tras mudarse a EA Redwood Studios como gerente general de Visceral Games de la compañía, colaboró con Bret Robbins, incluida la popular serie de videos El Señor de los Anillos y 007: From Russia with Love. 
La reputación de Schofield creció con el título de 2008 Dead Space, que la revista Edge llamó "una obra de apasionado horror de ciencia ficción que se convirtió en una de las nuevas propiedades más exitosas comercialmente del año". Schofield ha dicho que la película Event Horizon lo inspiró a crear un juego que fusionara los géneros de ciencia ficción y horror. El tema del juego de los humanos en el espacio que pierden la perspectiva de su lugar en el universo está influenciado por las obras de Arthur C. Clarke, de quien fue nombrado el personaje del juego Isaac Clarke. 
Schofield, productor ejecutivo del proyecto, trabajó con Michael Condrey, director senior de desarrollo. El juego lanzó una franquicia de secuelas, cómics, novelas y películas, y ganó más de 80 premios de la industria, incluido el Juego de Acción del Año de la Academia de Artes y Ciencias Interactivas y dos premios de la Academia Británica de Cine y Televisión. Letras. Durante su tiempo en EA Redwood Studios, Game Developer Research ocupó el puesto 17 en la lista de los 50 principales desarrolladores de juegos de 2009. Edge lo nombró uno de los Hot 100 Game Developers de 2009.

## Juegos en los que ha trabajado
| Título                                             | Distribuidora          | Publicado | Rol                      |
| -------------------------------------------------- | ---------------------- | --------- | ------------------------ |
| Barbie: Game Girl                                  | Hi Tech Expressions    | 1991      | art director/lead artist |
| Swamp Thing                                        | THQ                    | 1991      | art director/lead artist |
| The Simpsons: Bartman Meets Radioactive Man        | Acclaim Entertainment  | 1992      | art director/lead artist |
| The Adventures of Rocky and Bullwinkle and Friends | THQ                    | 1992      |                          |
| Home Alone 2: Lost in New York                     | THQ                    | 1992      | artist                   |
| Super Battletank                                   | Absolute Entertainment | 1992      | artist                   |
| Penn & Teller's Smoke and Mirrors                  | Absolute Entertainment | Cancelled | art director/lead artist |
| The Ren & Stimpy Show: Buckaroo$!                  | THQ                    | 1993      | art director/lead artist |
| Goofy's Hysterical History Tour                    | Absolute Entertainment | 1993      | art director/lead artist |
| The Adventures of Rocky and Bullwinkle and Friends | Absolute Entertainment | 1993      | art director/lead artist |
| Home Improvement: Power Tool Pursuit!              | Absolute Entertainment | 1994      | art director/lead artist |
| Street Fighter: The Movie                          | Capcom                 | 1995      | artist                   |
| Major Damage                                       |                        | Cancelled | creator/producer         |
| Werewolf                                           |                        | Cancelled | art director/producer    |
| Gex 3D: Enter the Gecko                            | Eidos Interactive      | 1997      | game director            |
| Legacy of Kain: Soul Reaver                        | Eidos Interactive      | 1999      | special thanks           |
| Gex 3: Deep Cover Gecko                            | Crave Entertainment    | 1999      | game director            |
| Akuji: The Heartless                               | Eidos Interactive      | 1999      | game director            |
| Walt Disney World Quest Magical Racing Tour        | Eidos Interactive      | 2000      | game director            |
| Mad Dash Racing                                    | Eidos Interactive      | 2001      | creator/game director    |
| Legacy of Kain: Soul Reaver 2                      | Eidos Interactive      | 2001      | special thanks           |
| Knockout Kings 2003                                | Electronic Arts        | 2002      | executive producer       |
| Blood Omen 2: Legacy of Kain                       | Eidos Interactive      | 2002      | game director            |
| The Lord of the Rings: The Return of the King      | Electronic Arts        | 2003      | producer                 |
| From Russia with Love                              | Electronic Arts        | 2005      | executive producer       |
| Dead Space                                         | Electronic Arts        | 2008      | executive producer       |
| The Godfather II                                   | Electronic Arts        | 2009      | general manager          |
| Dead Space: Extraction                             | Electronic Arts        | 2009      | special thanks           |
| Call of Duty: Black Ops                            | Activision             | 2010      | special thanks           |
| Call of Duty: Modern Warfare 3                     | Activision             | 2011      | codirector/producer      |
| Call of Duty: Advanced Warfare                     | Activision             | 2014      | codirector/producer      |
| Call of Duty: WWII                                 | Activision             | 2017      | codirector/producer      |
| The Callisto Protocol                              | Krafton                | 2022      | co- director/producer    |